# Лис и охотничий пёс (роман)
«Лис и охотничий пёс» (англ. The Fox and the Hound) — роман американского писателя Дэниела Пратта Мэнникса, написанный в 1967 году. Впервые был опубликован в том же году издательством «E. P. Dutton» в 255 страниц. Оригинальное издание было иллюстрировано художником Джоном Скоэнхерром. На русском языке роман не издавался.
В 1967 году роман выиграл книжную премию Даттон-Энимал и был назван «выбором читального клуба» журнала «Ридерз дайджест».

## Сюжет
Бладхаунд Купер был любимым охотничьим псом своего Хозяина среди своры охотничьих собак на его ферме, но затем его место лидера занимает молодой чёрный с рыжими подпалинами кунхаунд Шеф. Так один раз во время охоты Шеф, невзирая на страх и риск, защищает Хозяина от медведя, в то время как Купер слишком напуган, чтобы дать хоть какой-то отпор медведю. Это приводит к тому, что Хозяин постепенно начинает игнорировать Купера, отдавая всё предпочтение Шефу, что только увеличивает ревность Купера.
Тем временем, лис Тод был выращен в домашних условиях одним из охотников, который убил мать Тода и его братьев и сестёр. Лисёнком Тод первоначально наслаждается своей жизнью, но когда у него начинается период половой зрелости, он убегает жить в лес. В течение первого года он метит свою территорию и узнаёт о методах спасения от местных фермерских собак. Однажды, он набредает на дом Хозяина и видит там его собачью стаю, которая посажена на цепь. Тод насмехается над ними, чем провоцирует Шефа сорваться с цепи и погнаться за ним. Он загоняет Тода к железной дороге, где Тод в последнюю секунду успевает соскочить с рельсов перед приближающимся поездом, а Шеф погибает.
Похоронив и оплакав Шефа Хозяин вновь берётся за Купера и с жаждой мести начинает его обучать игнорированию всех лисиц, кроме Тода. Пытаясь найти и убить лиса, Хозяин использует более дюжины охотничьих методов, но каждая охота в итоге сводится к тому, что Тод и Купер изучают новые повадки и уловки, чтобы в конечном итоге перехитрить друг друга, а самому Тоду каждый раз под конец удаётся улизнуть. В этом ему помогает одна старая лисица, от которой у Тода вскоре рождается потомство. Но Хозяин находит их логово и травит лисят газом, а зимой ловит в капкан и саму лисицу. В январе у Тода появляется новая помощница, от которой у него тоже появляется потомство, но Хозяин, используя специальные манки, убивает мать и её детей.
Проходят годы и сельская местность, где разворачивается действие, подвергается урбанизации, из-за чего фермеры съезжают со своих мест. И хотя большая часть животных тоже уходит из этих мест и охота становится всё более трудной, Тод остаётся на месте, считая, что это его личная территория. Другие оставшиеся лисы всё более дичают, питаясь на помойках, а любовные пары распадаются сразу же после спаривания. Хозяин, как и все оставшиеся фермеры, теряет большую часть своей земли и из всех псов у него остаётся только Купер. У хозяина начинаются проблемы с алкоголем и окружающие советуют ему уехать в частный санаторий, но там запрещено держать при себе собак. Каждую зиму Хозяин отправляется с Купером ловить Тода и это становится чуть ли не основным смыслом жизни для него.
Однажды летом случается вспышка бешенства, которая быстро распространяется через популяцию лис. После того, как одна заражённая лиса нападает на группу человеческих детей, к Хозяину приходят за помощью, чтобы он помог истребить всех лис в округе. Поначалу Хозяин использует обычный яд, но от него наряду с лисами погибают и домашние животные. После того, как от яда случайно умирает человеческий ребёнок, Хозяин организует целую охоту. Множество вооружённых людей выстраиваются в линию и идут прямо через весь лес, убивая встречных лис. Постаревшему Тоду, однако, удаётся остаться незамеченным. Однажды утром, после того, как Тоду в очередной раз удаётся сбежать от охотничьих собак, Хозяин пускает по его следу Купера.
Купер неуклонно преследует его в течение всего дня и следующего утра. Наконец, Тод замертво падает от полного истощения, а сверху на него падает сам Купер, тоже находящийся на грани смерти. Хозяин вылечивает Купера и оба какое-то время считаются местными знаменитостями, но спустя несколько месяцев их слава начинает сходить на нет. После этого у Хозяина снова начинаются проблемы с алкоголем, ему снова предлагают перебраться в частный санаторий и на этот раз он соглашается. Плача, он берёт со стены своё ружьё, выводит Купера наружу и мягко приказывает ему лечь на землю. Затем он прикрывает псу глаза рукой, а Купер в этот момент доверчиво облизывает ему руку.

## Адаптации
По мотивам романа 10 июля 1981 года был выпущен мультфильм «Лис и пёс» (Walt Disney Productions) в США (хотя «Дисней» приобрёл права на книгу ещё в 1967 году, производство началось только в 1977). Мидквел, «Лис и охотничий пёс 2» был выпущен на DVD 12 декабря 2006 года и с книгой Мэнникса никак не связан.